# Приток Южный
Приток Южный — река в России, протекает по Республике Коми. Правобережный приток реки Маткин-Ю, впадающий в неё на 42-м км от устья. Длина водотока — 15 км.
Берёт начало из обширного болота Вуктылнюр на высоте около 124 метров. Течёт через елово-берёзовый лес в северном направлении. Впадает в Маткин-Ю на высоте 80,0 м нум.

## Данные водного реестра
Код объекта в государственном водном реестре России — 03050100212103000061494.